# Atletiek op de Olympische Zomerspelen 2008 – 110 meter horden mannen
De 110 m horden voor mannen op de Olympische Spelen van 2008 in Peking vond plaats van 18 tot 21 augustus in het Nationale Stadion van Peking.
Als kwalificatie-eis gold 13,55 s (A-limiet) en 13,72 s (B-limiet).

## Records
Vóór de Olympische Zomerspelen 2008 in Peking waren het wereldrecord en olympisch record voor dit onderdeel als volgt.
| Wereldrecord     | 12,87 s | Dayron Robles | CUB | Ostrava, Tsjechië   | 12 juni 2008     |
| Olympisch record | 12,91 s | Liu Xiang     | CHN | Athene, Griekenland | 27 augustus 2004 |

## Uitslagen
De volgende afkortingen worden gebruikt:
- Q Gekwalificeerd op basis van finishpositie
- q Gekwalificeerd op basis van finishtijd
- DNS Niet gestart
- DNF Niet aangekomen
- DSQ Gediskwalificeerd
- PB Persoonlijke besttijd
- SB Beste seizoensprestatie
- NR Nationaal record
- CR Continentaal record

### Series
Heat 1 - 18 augustus 2008 11:10 - Wind 0,3 m/s
| Rang | Baan | Atleet           | Land | Tijd    | Extra | Reactietijd |
| ---- | ---- | ---------------- | ---- | ------- | ----- | ----------- |
| 1    | 6    | Dayron Robles    | CUB  | 13,39 Q |       | 0,180       |
| 2    | 4    | Andy Turner      | GBR  | 13,56 Q |       | 0,151       |
| 3    | 5    | Ji Wei           | CHN  | 13,57 Q |       | 0,186       |
| 4    | 8    | Richard Phillips | JAM  | 13,60 Q |       | 0,160       |
| 5    | 3    | Jevgeni Borisov  | RUS  | 13,90   |       | 0,187       |
| 6    | 2    | Oleg Normatov    | UZB  | 14,00   |       | 0,177       |
| 7    | 7    | Jurica Grabušic  | CRO  | 14,18   |       | 0,207       |

Heat 2 - 18 augustus 2008 11:18 - Wind 0,1 m/s
| Rang | Baan | Atleet           | Land | Tijd    | Extra | Reactietijd |
| ---- | ---- | ---------------- | ---- | ------- | ----- | ----------- |
| 1    | 6    | David Oliver     | USA  | 13,30 Q |       | 0,167       |
| 2    | 5    | Jackson Quiñónez | ESP  | 13,41 Q |       | 0,179       |
| 3    | 2    | Shamar Sands     | BAH  | 13,45 Q |       | 0,167       |
| 4    | 3    | Gregory Sedoc    | NED  | 13,50 Q | (SB)  | 0,155       |
| 5    | 8    | Jung-joon Lee    | KOR  | 13,65 q |       | 0,128       |
| 6    | 4    | Mikel Thomas     | TRI  | 13,69 q | (PB)  | 0,159       |
| 7    | 7    | Damjan Zlatnar   | SLO  | 13,84 q |       | 0,124       |

Heat 3 - 18 augustus 2008 11:26 - Wind 0,2 m/s
| Rang | Baan | Atleet          | Land | Tijd    | Extra | Reactietijd |
| ---- | ---- | --------------- | ---- | ------- | ----- | ----------- |
| 1    | 4    | Paulo Villar    | COL  | 13,37 Q | (SB)  | 0,144       |
| 2    | 2    | Ryan Brathwaite | BAR  | 13,38 Q | (NR)  | 0,156       |
| 3    | 5    | Petr Svoboda    | CZE  | 13,43 Q |       | 0,153       |
| 4    | 7    | Dongpeng Shi    | CHN  | 13,53 Q |       | 0,203       |
| 5    | 8    | Ronald Forbes   | CAY  | 13,59 q | (NR)  | 0,170       |
| 6    | 6    | Héctor Cotto    | PUR  | 13,72 q |       | 0,140       |
| 7    | 9    | Dudley Dorival  | HAI  | 13,78 q | (SB)  | 0,165       |
| 8    | 3    | Abdul Rashid    | PAK  | 14,52   |       | 0,172       |

Heat 4 - 18 augustus 2008 11:34 - Wind -1,1 m/s
| Rang | Baan | Atleet           | Land | Tijd    | Extra | Reactietijd |
| ---- | ---- | ---------------- | ---- | ------- | ----- | ----------- |
| 1    | 2    | David Payne      | USA  | 13,42 Q |       | 0,152       |
| 2    | 6    | Ladji Doucouré   | FRA  | 13,52 Q |       | 0,155       |
| 3    | 8    | Selim Nurudeen   | NGR  | 13,58 Q | (PB)  | 0,174       |
| 4    | 5    | Maurice Wignall  | JAM  | 13,61 Q | (SB)  | 0,174       |
| 5    | 7    | Maksim Lynsha    | BLR  | 13,86   |       | 0,196       |
| 6    | 3    | Stanislav Sajdok | CZE  | 13,89   |       | 0,163       |
| 7    | 4    | Masato Naito     | JPN  | 13,96   |       | 0,168       |

Heat 5 - 18 augustus 2008 11:42 - Wind -0,1 m/s
| Rang | Baan | Atleet                       | Land | Tijd    | Extra | Reactietijd |
| ---- | ---- | ---------------------------- | ---- | ------- | ----- | ----------- |
| 1    | 4    | Artur Noga                   | POL  | 13,53 Q |       | 0,175       |
| 2    | 5    | Igor Peremota                | RUS  | 13,59 Q |       | 0,142       |
| 3    | 6    | Dániel Kiss                  | HUN  | 13,61 Q | (SB)  | 0,153       |
| 4    | 8    | Anselmo da Silva             | BRA  | 13,81 Q |       | 0,137       |
| 5    | 3    | Joseph-Berlioz Randriamihaja | MAD  | 13,91   |       | 0,174       |
|      | 2    | Terrence Trammell            | USA  | DNF     |       | 0,242       |
|      | 7    | Staņislavs Olijars           | LAT  | DNS     |       |             |

Heat 6 - 18 augustus 2008 11:50 - Wind -0,1 m/s
| Rang | Baan | Atleet                  | Land | Tijd    | Extra | Reactietijd |
| ---- | ---- | ----------------------- | ---- | ------- | ----- | ----------- |
| 1    | 8    | Konstadínos Douvalídis  | GRE  | 13,49 Q | (=NR) | 0,149       |
| 2    | 5    | Marcel van der Westen   | NED  | 13,54 Q |       | 0,162       |
| 3    | 7    | Allan Scott             | GBR  | 13,56 Q |       | 0,146       |
| 4    | 4    | Samuel Coco-Viloin      | FRA  | 13,60 Q |       | 0,176       |
| 5    | 3    | Mohamed Issa Al-Thawadi | QAT  | 13,64 q | (SB)  | 0,127       |
| 6    | 6    | David Ilariani          | GEO  | 13,75 q |       | 0,155       |
|      | 2    | Liu Xiang               | CHN  | DNF     |       |             |

### Kwart finales
Kwart finale 1 - 19 augustus 2008 20:45 - Wind: 0,1 m/s
| Rang | Baan | Atleet                 | Land | Tijd    | Extra | Reactietijd |
| ---- | ---- | ---------------------- | ---- | ------- | ----- | ----------- |
| 1    | 4    | David Payne            | USA  | 13,24 Q | .     | 0,158       |
| 2    | 7    | Petr Svoboda           | CZE  | 13,41 Q | .     | 0,175       |
| 3    | 9    | Dongpeng Shi           | CHN  | 13,42 Q | .     | 0,148       |
| 4    | 5    | Konstadínos Douvalídis | GRE  | 13,46 q | (NR)  | 0,159       |
| 5    | 8    | Richard Phillips       | JAM  | 13,48 q | (SB)  | 0,136       |
| 6    | 3    | Mikel Thomas           | TRI  | 13,62   | (PB)  | 0,156       |
| 7    | 6    | Igor Peremota          | RUS  | 13,70   | .     | 0,143       |
| 8    | 2    | Héctor Cotto           | PUR  | 13,73   | .     | 0,152       |

Kwart finale 2 - 19 augustus 2008 20:53 - Wind: 0,0 m/s
| Rang | Baan | Atleet             | Land | Tijd    | Extra | Reactietijd |
| ---- | ---- | ------------------ | ---- | ------- | ----- | ----------- |
| 1    | 4    | Dayron Robles      | CUB  | 13,19 Q | .     | 0,167       |
| 2    | 6    | Artur Noga         | POL  | 13,36 Q | (PB)  | 0,161       |
| 3    | 9    | Gregory Sedoc      | NED  | 13,43 Q | (SB)  | 0,153       |
| 4    | 8    | Samuel Coco-Viloin | FRA  | 13,51 q | .     | 0,188       |
| 5    | 5    | Andy Turner        | GBR  | 13,53   | .     | 0,147       |
| 6    | 3    | Jung-joon Lee      | KOR  | 13,55   | (NR)  | 0,138       |
| 7    | 7    | Shamar Sands       | BAH  | 13,55   | .     | 0,227       |
| 8    | 2    | David Ilariani     | GEO  | 13,74   | .     | 0,149       |

Kwart finale 3 - 19 augustus 2008 21:02 - Wind: 0,0 m/s
| Rang | Baan | Atleet                  | Land | Tijd    | Extra | Reactietijd |
| ---- | ---- | ----------------------- | ---- | ------- | ----- | ----------- |
| 1    | 8    | Maurice Wignall         | JAM  | 13,36 Q | (SB)  | 0,173       |
| 2    | 5    | Ryan Brathwaite         | BAR  | 13,44 Q | .     | 0,162       |
| 3    | 7    | Paulo Villar            | COL  | 13,46 Q | .     | 0,153       |
| 4    | 4    | Marcel van der Westen   | NED  | 13,48 q | .     | 0,149       |
| 5    | 9    | Dániel Kiss             | HUN  | 13,63   | .     | 0,159       |
| 6    | 6    | Allan Scott             | GBR  | 13,66   | .     | 0,121       |
| 7    | 3    | Dudley Dorival          | HAI  | 13,71   | (SB)  | 0,142       |
|      | 2    | Mohamed Issa Al-Thawadi | QAT  | DQ      | .     |             |

Kwart finale 4 - 19 augustus 2008 21:10 - Wind: 0,1 m/s
| Rang | Baan | Atleet           | Land | Tijd    | Extra | Reactietijd |
| ---- | ---- | ---------------- | ---- | ------- | ----- | ----------- |
| 1    | 5    | David Oliver     | USA  | 13,16 Q | .     | 0,156       |
| 2    | 7    | Ladji Doucouré   | FRA  | 13,39 Q | .     | 0,190       |
| 3    | 4    | Jackson Quiñónez | ESP  | 13,47 Q | .     | 0,167       |
| 4    | 9    | Selim Nurudeen   | NGR  | 13,66   | .     | 0,194       |
| 5    | 3    | Ronald Forbes    | CAY  | 13,72   | .     | 0,175       |
| 6    | 6    | Wei Ji           | CHN  | 13,80   | .     | 0,173       |
| 7    | 8    | Anselmo da Silva | BRA  | 13,84   | .     | 0,154       |
|      | 2    | Damjan Zlatnar   | SLO  | DNS     | .     | .           |

### Halve finales
Halve finale 1 - 20 augustus 2008 21:30 - Wind: -0,4 m/s
| Rang | Baan | Atleet                 | Land | Tijd    | Extra | Reactietijd |
| ---- | ---- | ---------------------- | ---- | ------- | ----- | ----------- |
| 1    | 4    | Dayron Robles          | CUB  | 13,12 Q | .     | 0,221       |
| 2    | 6    | David Payne            | USA  | 13,21 Q | (SB)  | 0,177       |
| 3    | 5    | Ladji Doucouré         | FRA  | 13,22 Q | (SB)  | 0,183       |
| 4    | 3    | Richard Phillips       | JAM  | 13,43 Q | (SB)  | 0,153       |
| 5    | 2    | Konstadínos Douvalídis | GRE  | 13,55   | .     | 0,157       |
| 6    | 8    | Gregory Sedoc          | NED  | 13,60   | .     | 0,162       |
| 7    | 7    | Petr Svoboda           | CZE  | 13,60   | .     | 0,182       |
| 8    | 9    | Paulo Villar           | COL  | 13,85   | .     | 0,153       |

Halve finale 2 - 20 augustus 2008 21:39 - Wind: -0,4 m/s
| Rang | Baan | Atleet                | Land | Tijd    | Extra | Reactietijd |
| ---- | ---- | --------------------- | ---- | ------- | ----- | ----------- |
| 1    | 6    | David Oliver          | USA  | 13,31 Q | .     | 0,169       |
| 2    | 5    | Artur Noga            | POL  | 13,34 Q | (PB)  | 0,181       |
| 3    | 9    | Jackson Quiñónez      | ESP  | 13,40 Q | (SB)  | 0,173       |
| 4    | 7    | Maurice Wignall       | JAM  | 13,40 Q | .     | 0,141       |
| 5    | 8    | Dongpeng Shi          | CHN  | 13,42   | .     | 0,141       |
| 6    | 3    | Marcel van der Westen | NED  | 13,45   | .     | 0,124       |
| 7    | 4    | Ryan Brathwaite       | BAR  | 13,59   | .     | 0,147       |
| 8    | 2    | Samuel Coco-Viloin    | FRA  | 13,65   | .     | 0,187       |

### Finale
21 augustus 2008 21:45
| Rang   | Baan | Atleet           | Land | Tijd  | Extra | Reactietijd |
| ------ | ---- | ---------------- | ---- | ----- | ----- | ----------- |
| Goud   | 6    | Dayron Robles    | CUB  | 12,93 | .     | 0,183       |
| Zilver | 5    | David Payne      | USA  | 13,17 | (SB)  | 0,175       |
| Brons  | 7    | David Oliver     | USA  | 13,18 | .     | 0,158       |
| 4      | 8    | Ladji Doucouré   | FRA  | 13,24 | .     | 0,170       |
| 5      | 4    | Artur Noga       | POL  | 13,36 | .     | 0,169       |
| 6      | 2    | Maurice Wignall  | JAM  | 13,46 | .     | 0,163       |
| 7      | 3    | Richard Phillips | JAM  | 13,60 | .     | 0,154       |
| 8      | 9    | Jackson Quiñónez | ESP  | 13,69 | .     | 0,187       |